# Präfekturuniversität Niigata

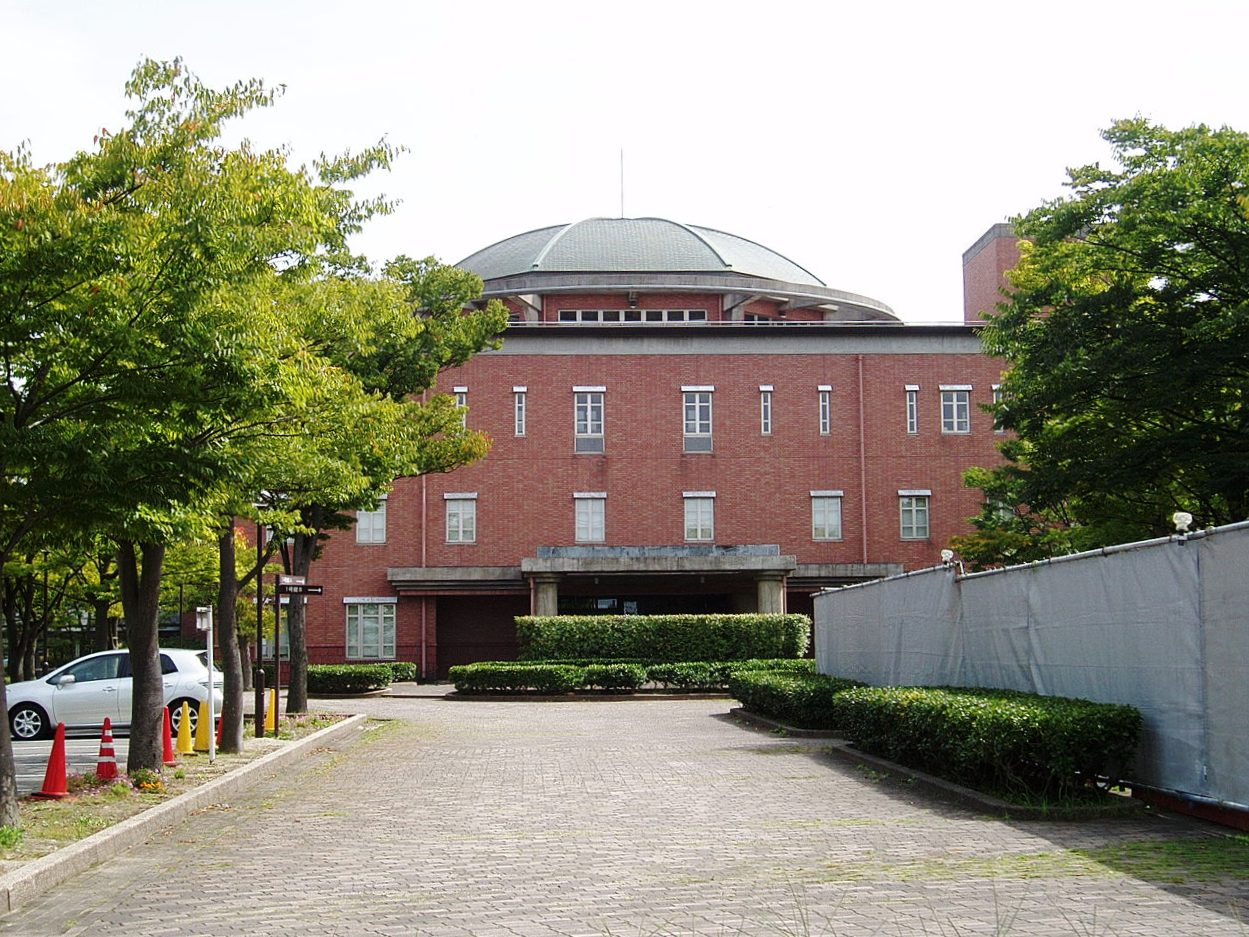
Verwaltungs- und Bibliotheksgebäude (2014)

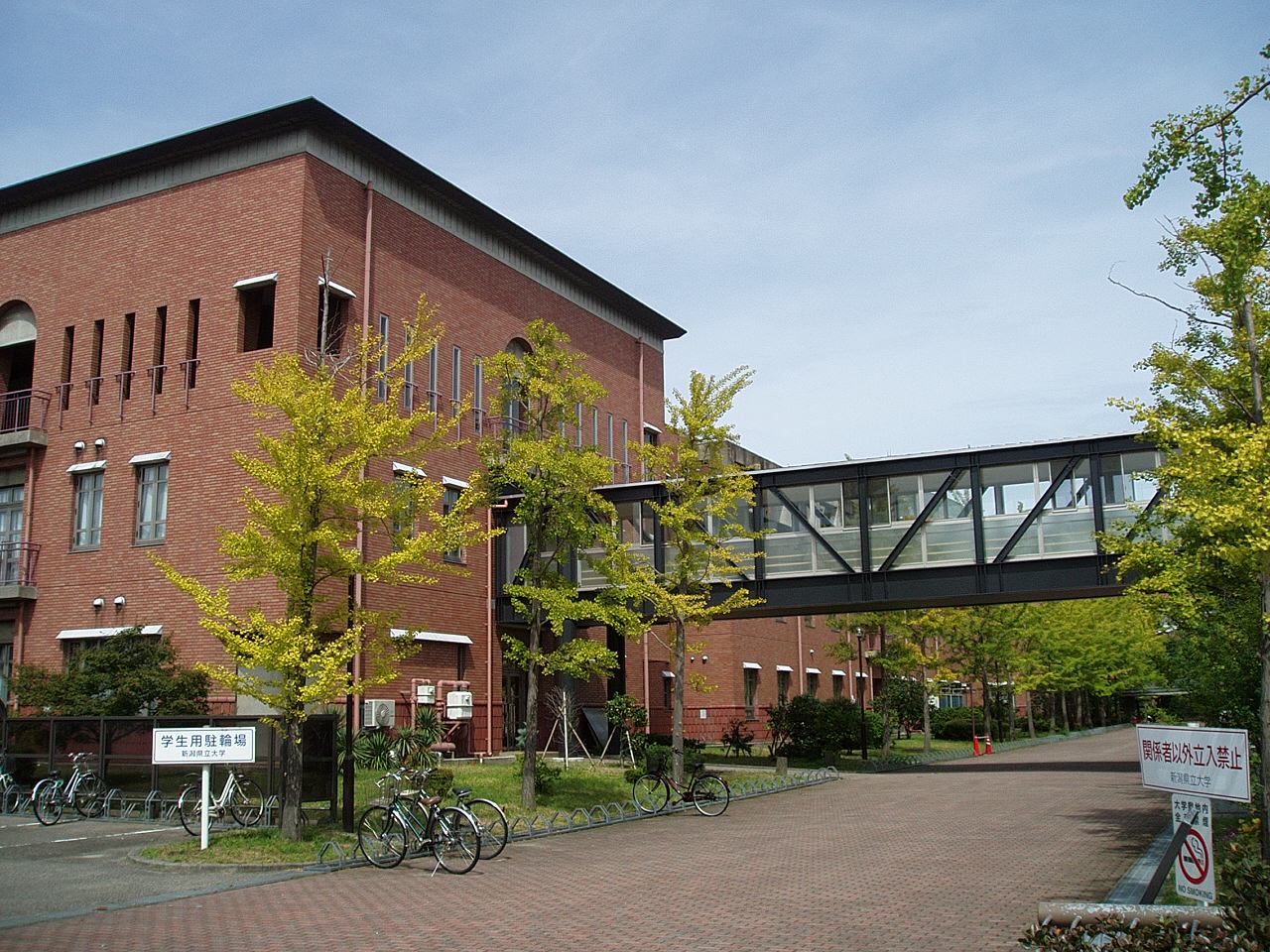
Südtor (2014)

Die Präfekturuniversität Niigata (japanisch 新潟県立大学 Niigata-kenritsu daigaku; engl. University of Niigata Prefecture, kurz: UNP) ist eine öffentliche Universität in Higashi-ku, Niigata in der Präfektur Niigata (Japan).
Die Universität wurde 1963 als Präfekturale Kurzuniversität für Frauen Niigata (県立新潟女子短期大学, Kenritsu Niigata joshi tanki daigaku) gegründet. 2009 wurde sie in koedukative Präfekturuniversität Niigata reorganisiert. Sie begann mit zwei Fakultäten (Internationale Studien und Regionale Entwicklung / Human Life Studies). 2015 richtete sie die Graduiertenschule (Masterstudiengänge) ein. 2023 übernahm sie das Economic Research Institute for Northeast Asia (ERINA, 環日本海経済研究所; heute: 北東アジア研究所).

## Fakultäten
- Fakultät für Internationale Studien und Regionale Entwicklung
  - Studiengänge: Internationale Beziehungen / Interkulturelle Studien / Sprachen und Kulturelle Studien (Russisch, Chinesisch und Koreanisch)
- Fakultät für Human Life Studies
  - Abteilung für Kindheitswissenschaften (Vorschulpädagogik)
  - Abteilung für Gesundheits- und Ernährungswissenschaften
- Fakultät für Internationale Wirtschaftswissenschaften